# Niwot
Niwot es un lugar designado por el censo ubicado en el condado de Boulder en el estado estadounidense de Colorado. En el año 2020 tenía una población de 4,306 habitantes y una densidad poblacional de 387 personas por km².

## Geografía
Niwot se encuentra ubicada en las coordenadas 40°5′59″N 105°9′37″O / 40.09972, -105.16028.

## Demografía
Según la Oficina del Censo en 2000 los ingresos medios por hogar en la localidad eran de $86.914, y los ingresos medios por familia eran $100.120. Los hombres tenían unos ingresos medios de $81.813 frente a los $39.279 para las mujeres. La renta per cápita para la localidad era de $39.943. Alrededor del 5,6% de la población estaba por debajo del umbral de pobreza.